# Vinzenz Buchheit
Vinzenz Buchheit (* 5. Oktober 1923 in Neualtheim; † 11. Februar 2008 in Gießen) war ein deutscher Klassischer Philologe.

## Leben
Vinzenz Buchheit studierte Klassische Philologie an der Universität München und wurde 1952 mit der Dissertation Studien zu Methodios von Olympos promoviert, die er 1958 in erweiterter Form unter demselben Titel im Berliner Akademie-Verlag veröffentlichte. 1957 habilitierte er sich in Saarbrücken und wurde zum Privatdozenten ernannt. Seine Habilitationsschrift erschien 1960 unter dem Titel Untersuchungen zur Theorie des Genos Epideiktikon von Gorgias bis Aristoteles.
1962 folgte Buchheit einem Ruf an die Justus-Liebig-Universität Gießen auf die neugegründete Professur für Latinistik, die er bis zu seiner Emeritierung 1989 vertrat.
Zu Buchheits Forschungsschwerpunkten zählte die römische Literatur und ihre Verankerung in der damaligen Gesellschaft. Er beschäftigte sich mit dem Rom- und Dichterbild bei Vergil, mit der antiken Rhetorik und mit der Kirchengeschichte. Seine Ausgabe des Rhetorikers Quintilian (1959) gilt als wegweisend. Seit 1969 gab er die Reihe Studia et testimonia antiqua heraus.